# Nguyễn Tử Mẫn
Nguyễn Tử Mẫn (1810-1901) là một nhà địa lý học của tỉnh Ninh Bình và Việt Nam. Ông quê ở ở thôn Đống Cao, xã Giá Hộ, tổng Kỳ Vĩ, nay là làng Thư Điền, xã Ninh Nhất, huyện Hoa Lư. Nguyễn Tử Mẫn là một người rất am hiểu về địa lý Ninh Bình. Ông đỗ cử nhân năm 1841, làm tri các huyện Kim Anh (Vĩnh Phúc), Hiệp Hòa (Bắc Ninh) và Gia Viễn (Ninh Bình), gọi tắt là cụ Huyện. Sau đó ông từ quan rồi về quê dạy học và viết sách, có công lớn viết nên cuốn gia phả họ Nguyễn Tử (1852) và góp công khởi nguồn sông Chanh, tiêu úng đoạn từ Vườn chầu đến Cổ Loan. Tác phẩm nổi tiếng của ông phải kể đến là "Ninh Bình toàn tỉnh địa chỉ khảo biên".
Tên ông được đặt cho một con đường ở phường Nam Bình, thành phố Ninh Bình.

## Tác phẩm
- "Ninh Bình toàn tỉnh địa chỉ khảo biên"
- "Gia phả dòng họ Nguyễn Tử" (1852)